# Medal Honorowy „Belisario Domínguez”

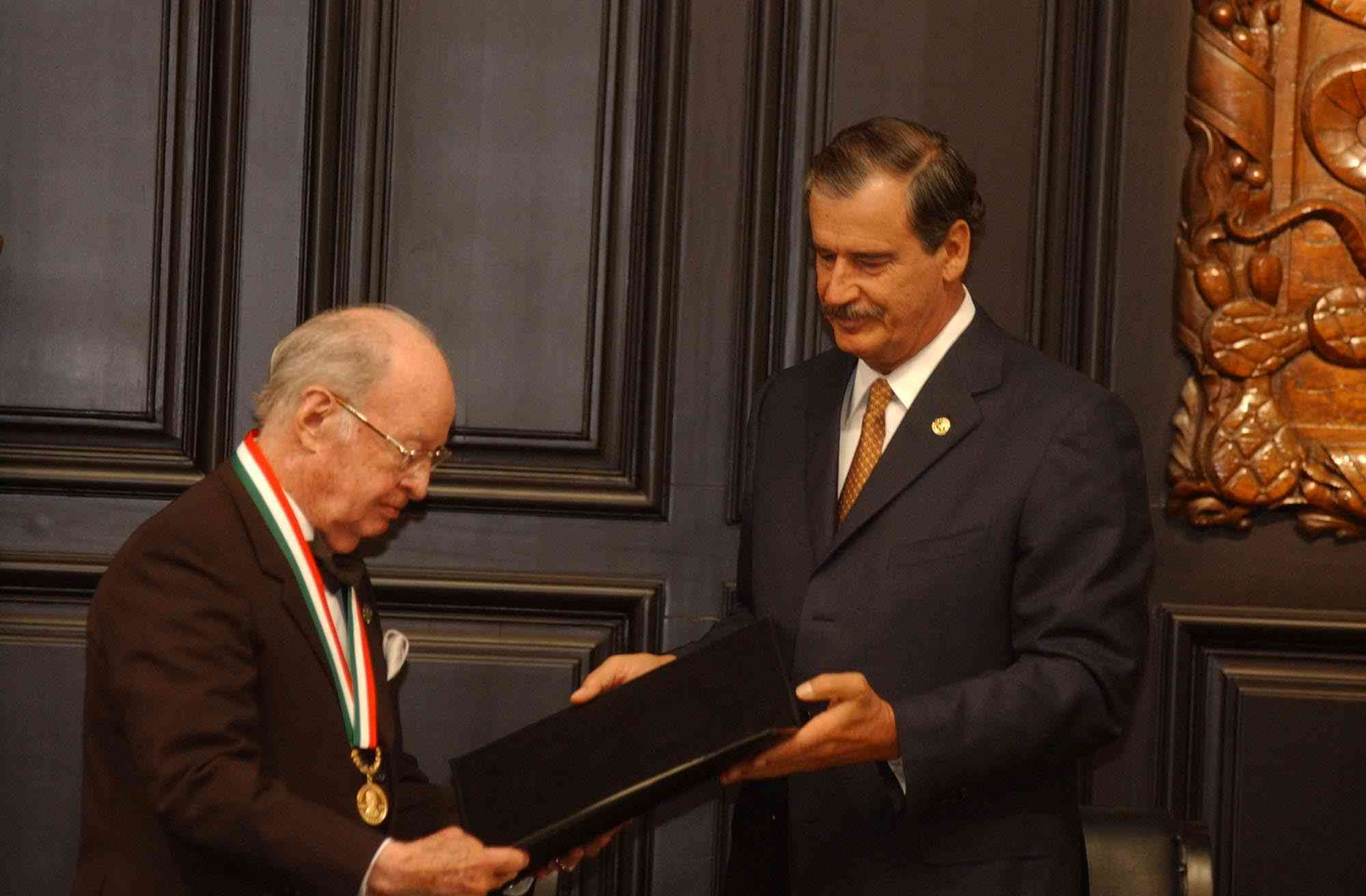
Lekarz i filantrop Carlos Canseco González odznaczony Medalem Honorowym „Belisario Domínguez” przez prezydenta Meksyku Vicente Foxa.

Medal Honorowy „Belisario Domínguez” Senatu Republiki (hiszp. Medalla de Honor „Belisario Domínguez” del Senado de la República) – meksykańskie najwyższe odznaczenie państwowe noszące imię meksykańskiego bohatera narodowego Belisario Domíngueza.
Zostało ustanowione w 1953 na mocy dekretu prezydenta Adolfo Ruiz Cortinesa. Od 1954 medalem zawiaduje Senat Meksyku, przyznając je corocznie wybitnym Meksykanom, którzy w ciągu swojego życia znacząco przyczynili się „do dobrobytu narodu i ludzkości”. Medal może być również nadawany instytucjom meksykańskim. Kandydatów do odznaczenia proponują uniwersytety, media i organizacje pozarządowe.
Medal Honorowy Belisario Domíngueza jest odznaczeniem jednoklasowym, zawieszonym na jedwabnej wstążce w barwach flagi meksykańskiej. Awers zawiera godło Meksyku i inskrypcję: „Estados Unidos Mexicanos • H. Cámara de Senadores 1952–1958”, rewers – popiersie Domíngueza z napisem: „Ennobleció la Patria • 7 de octubre de 1913”.

## Odznaczeni
- 1954 – Rosaura Zapata
- 1954 – Erasmo Castellanos Quinto
- 1955 – Esteban Baca Calderón
- 1956 – Gerardo Murillo, „dr Atl”
- 1957 – Roque Estrada Reynoso
- 1958 – Antonio Díaz Soto y Gama
- 1959 – Heriberto Jara Corona
- 1960 – Isidro Fabela
- 1961 – José Inocente Lugo
- 1962 – Aurelio Manrique Jr.
- 1963 – María Hernández Zarco
- 1964 – Adrián Aguirre Benavides
- 1965 – Plácido Cruz Ríos
- 1966 – Ramón F. Iturbe
- 1967 – Francisco L.Urquizo
- 1968 – Miguel Angel Cevallos
- 1969 – José María Pino Suárez (pośmiertnie)
- 1970 – Rosendo Salazar
- 1971 – Jaime Torres Bodet
- 1972 – Ignacio Ramos Praslow
- 1973 – Pablo E. Macías Valenzuela
- 1974 – Rafael de la Colina Riquelme
- 1975 – Ignacio Chávez Sánchez
- 1976 – Jesús Romero Flores
- 1977 – Juan de Dios Bátiz Peredes
- 1978 – Gustavo Baz Prada
- 1979 – Fidel Velázquez Sánchez
- 1980 – Luis Padilla Nervo
- 1981 – Luis Alvarez Barret
- 1982 – Raúl Madero González
- 1983 – Jesús Silva Herzog
- 1984 – Salomón González Blanco
- 1985 – María Lavalle Urbina
- 1986 – Salvador Zubirán Anchondo
- 1987 – Eduardo García Maynez
- 1988 – Rufino Tamayo
- 1989 – Raúl Castellano Jiménez
- 1990 – Andrés Serra Rojas
- 1991 – Gonzalo Aguirre Beltrán
- 1992 – Ramón G. Bonfil
- 1993 – Andrés Henestrosa Morales
- 1994 – Jaime Sabines Gutiérrez
- 1995 – Miguel León Portilla
- 1996 – Griselda Alvarez Ponce de León
- 1997 – Heberto Castillo Martínez
- 1998 – José Angel Conchello Dávila
- 1999 – Carlos Fuentes
- 2000 – Leopoldo Zea Aguilar
- 2001 – José Ezequiel Iturriaga Sauco
- 2002 – Héctor Fix Zamudio
- 2003 – Luis González y González
- 2004 – Carlos Canseco González
- 2005 – Gilberto Borja Navarrete
- 2006 – Jesús Kumate Rodríguez
- 2007 – Carlos Castillo Peraza (pośmiertnie)
- 2008 – Miguel Ángel Granados Chapa
- 2009 – Antonio Ortiz Mena (pośmiertnie)
- 2010 – Javier Barros Sierra (pośmiertnie) oraz Luis H. Álvarez
- 2011 – Cuauhtémoc Cárdenas
- 2012 – Ernesto de la Peña (pośmiertnie)
- 2013 – Manuel Gómez Morín (pośmiertnie)